# Cache-cache
Pour les articles homonymes, voir Cache-cache (homonymie).
Ne doit pas être confondu avec Cache-Cash ou Cache cash.

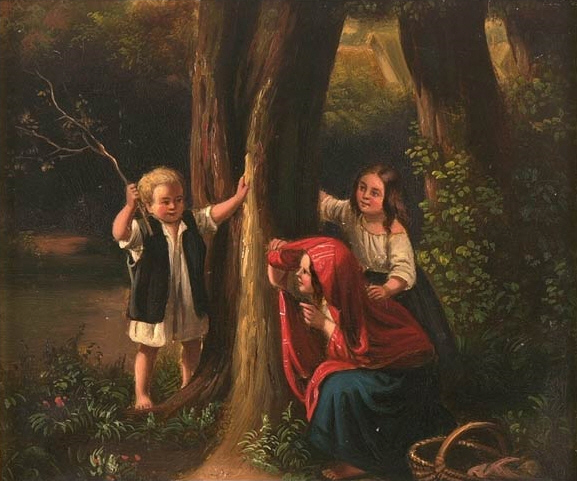
Cache-cache sur une peinture du XIXe siècle.

Le cache-cache, habituellement appelé jouer à la cachette au Canada francophone, est un jeu où plusieurs personnes se cachent d’une autre, qui doit découvrir la cachette de toutes les personnes cachées pour gagner la partie.

## But du jeu
Les joueurs doivent se cacher pour ne pas être trouvés par l'un d'eux, désigné à l'avance. 

## Déroulement

Cache-cache par James Tissot (1877), National Gallery of Art.

Le cadre du jeu peut être un espace en plein air ou une grande maison. Il est fortement recommandé de délimiter à l’avance le territoire autorisé pour le jeu.
Un joueur, désigné comme le chercheur, compte jusqu'à un certain nombre pendant que les autres se cachent. À la fin de son décompte, il part en quête des autres joueurs. Quand il en trouve un, il crie « trouvé » ou « vu(e) » et le nom du joueur trouvé. Ils peuvent alors chercher ensemble les joueurs restants, jusqu'à ce que tous soient découverts. Lors de la partie suivante, le chercheur peut être le premier à avoir été trouvé ou au contraire le dernier.

## Autres noms
Jusqu’au début du xxe siècle en France, ce jeu était appelé le cligne-musette.

## Variante
Il existe une variante du cache-cache traditionnel appelée « jeu de la sardine » ou « cache-cache sardine » dans lequel un seul joueur se cache ; les autres joueurs qui parviennent à trouver la « sardine » doivent la rejoindre dans sa cachette sans se faire repérer par les autres joueurs. Le dernier joueur à trouver la cachette devient alors la sardine pour la prochaine partie.
Dans une autre variante, les joueurs trouvés ont un gage, décidé à l'avance, appliqué par le trouveur.